# Angelo De Martini
Angelo De Martini (ur. 24 stycznia 1897 w Villafranca di Verona, zm. 17 sierpnia 1979 w Weronie) – włoski kolarz torowy, złoty medalista olimpijski.

## Kariera
Największy sukces w karierze Angelo De Martini osiągnął w 1924 roku, kiedy wspólnie z Aurelio Menegazzim, Alfredo Dinale i Francesco Zucchettim zdobył złoty medal w drużynowym wyścigu na dochodzenie podczas igrzysk olimpijskich w Paryżu. W wyścigu finałowym drużyna włoska pokonała zespół z Polski. Był to jedyny medal wywalczony przez De Martiniego na międzynarodowej imprezie tej rangi. Na tych samych igrzyskach był ponadto czwarty w wyścigu na 50 km, przegrywając walkę o brązowy medal z Harrym Wyldem z Wielkiej Brytanii. Angelo De Martini nigdy nie zdobył medalu na torowych mistrzostwach świata.